# Toray Pan Pacific Open 2022
Toray Pan Pacific Open 2022 byl profesionální tenisový turnaj hraný jako součást ženského okruhu WTA Tour na otevřených dvorcích s tvrdým povrchem v Tenisovém parku Ariake s centrem Ariake Coliseum, kam se vrátil poprvé od roku 2017. Probíhal mezi 19. až 25. zářím 2022 v japonské metropoli Tokiu jako třicátý sedmý ročník turnaje. V letech 2020 a 2021 se nekonal pro pandemii covidu-19.
Turnaj dotovaný 757 900 dolary patřil do kategorie WTA 500. Nejvýše nasazenou singlistkou se stala světová čtyřka Paula Badosová ze Španělska, kterou po volném losu vyřadila ve druhém kole Číňanka Čeng Čchin-wen. Jako poslední přímá účastnice do dvouhry nastoupila 58. hráčka žebříčku, Australanka Darja Savilleová.
V důsledku invaze Ruska na Ukrajinu na konci února 2022 řídící organizace tenisu ATP, WTA a ITF s grandslamy rozhodly, že ruští a běloruští tenisté mohli dále na okruzích startovat, ale do odvolání nikoli pod vlajkami Ruska a Běloruska.
Čtvrtý singlový titul na okruhu WTA Tour vybojovala Ljudmila Samsonovová. Finálová výhra pro ni znamenala osmnáctý vítězný zápas z devatenácti předchozích utkání. Čtyřhru ovládla kanadsko-mexická dvojice Gabriela Dabrowská a Giuliana Olmosová, jejíž členky získaly druhou společnou trofej.

## Rozdělení bodů a finančních odměn

### Rozdělení bodů
| Soutěž  | Soutěž       | vítězky | finalistky | semifinalistky | čtvrtfinalistky | 16 v kole | 28 v kole | Q  | Q2 | Q1 |
| ------- | ------------ | ------- | ---------- | -------------- | --------------- | --------- | --------- | -- | -- | -- |
| dvouhra | [ 3 ] [ 10 ] | 470     | 305        | 185            | 100             | 55        | 1         | 20 | 13 | 1  |
| čtyřhra | [ 11 ]       | 470     | 305        | 185            | 100             | 1         | —         | —  | —  | —  |

### Finanční odměny
| Soutěž                                | Soutěž       | vítězky   | finalistky | semifinalistky | čtvrtfinalistky | 16 v kole | 28 v kole | Q2      | Q1      |
| ------------------------------------- | ------------ | --------- | ---------- | -------------- | --------------- | --------- | --------- | ------- | ------- |
| dvouhra                               | [ 3 ] [ 10 ] | 116 340 $ | 71 960 $   | 42 010 $       | 20 505 $        | 11 185 $  | 8 080 $   | 5 410 $ | 2 785 $ |
| čtyřhra                               | [ 11 ]       | 39 000 $  | 23 700 $   | 13 470 $       | 7 000 $         | 4 720 $   | —         | —       | —       |
| částky ve čtyřhře jsou uváděny na pár |              |           |            |                |                 |           |           |         |         |

## Ženská dvouhra

### Nasazení
| Španělsko                     | Paula Badosová              | 4.  | 1. |
| Francie                       | Caroline Garciaová          | 10. | 2. |
| Španělsko                     | Garbiñe Muguruzaová         | 12. | 3. |
|                               | Veronika Kuděrmetovová      | 13. | 4. |
| Brazílie                      | Beatriz Haddad Maiová       | 18. | 5. |
| Česko                         | Karolína Plíšková           | 20. | 6. |
| USA                           | Alison Riskeová-Amritrajová | 23. | 7. |
| Kazachstán                    | Jelena Rybakinová           | 25. | 8. |
| Žebříček WTA k 12. září 2022. |                             |     |    |

### Jiné formy účasti

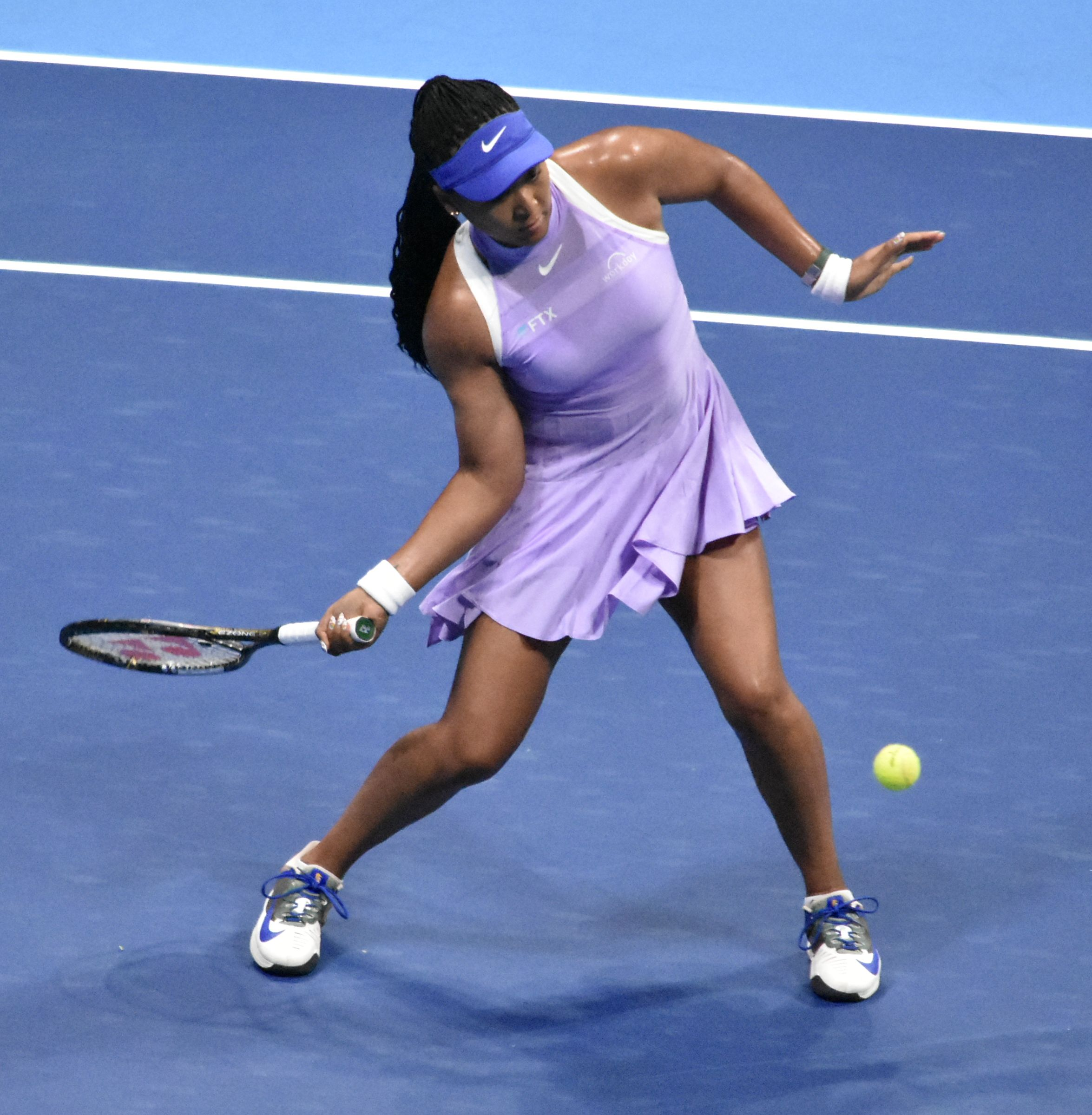
Naomi Ósakaová

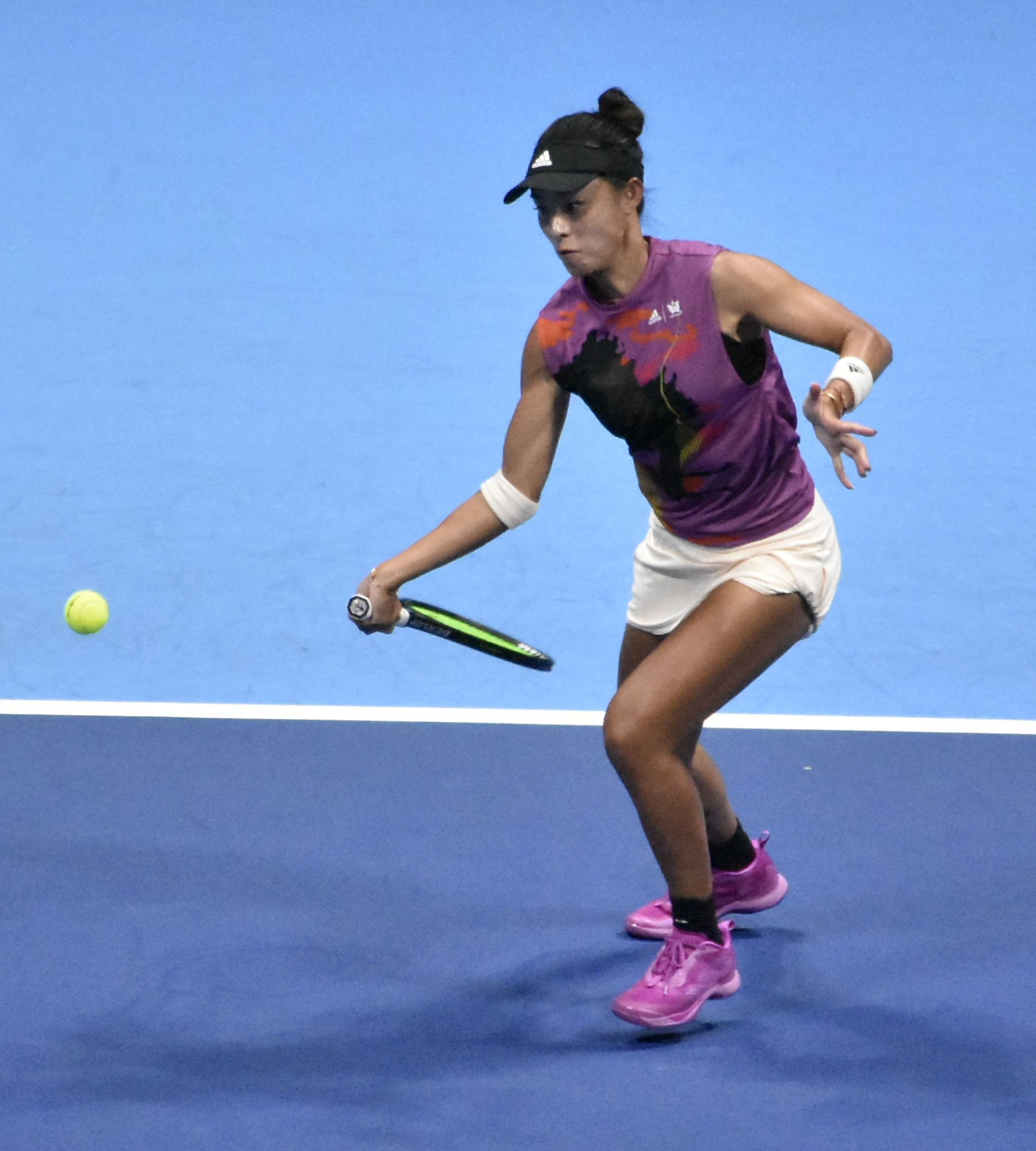
Wang Čchiang

Následující hráčky obdržely divokou kartu do hlavní soutěže:
- Mai Hontamová
- Juki Naitóová
- Jelena Rybakinová

Následující hráčka nastoupila pod žebříčkovou ochranou:
- Sofia Keninová

Následující hráčky postoupily z kvalifikace:
- Fernanda Contrerasová Gómezová
- Despina Papamichailová
- Ellen Perezová
- Rina Saigóová
- Isabella Šinikovová
- Jou Siao-ti

### Odhlášení
Před zahájením turnaje
- Sorana Cîrsteaová → nahradila ji  Darja Savilleová
- Darja Kasatkinová → nahradila ji  Wang Sin-jü
- Julia Putincevová → nahradila ji  Wang Čchiang
- Aryna Sabalenková → nahradila ji  Claire Liuová

v průběhu turnaje
- Naomi Ósakaová (bolest břicha)[12]

### Skrečování
- Darja Savilleová (přetržení předního zkříženého vazu levého kolena)[13]

## Ženská čtyřhra

### Nasazení
| Stát                                                                      | Hráčka                      | Stát       | Hráčka            | WTA | Nasazení |
| ------------------------------------------------------------------------- | --------------------------- | ---------- | ----------------- | --- | -------- |
|                                                                           | Veronika Kuděrmetovová      | Belgie     | Elise Mertensová  | 7.  | 1.       |
| Kanada                                                                    | Gabriela Dabrowská          | Mexiko     | Giuliana Olmosová | 19. | 2.       |
| USA                                                                       | Desirae Krawczyková         | Nizozemsko | Demi Schuursová   | 28. | 3.       |
| USA                                                                       | Nicole Melichar-Martinezová | Austrálie  | Ellen Perezová    | 29. | 4.       |
| Žebříček WTA k 12. září 2022; číslo je součtem umístění obou členek páru. |                             |            |                   |     |          |

### Jiné formy účasti

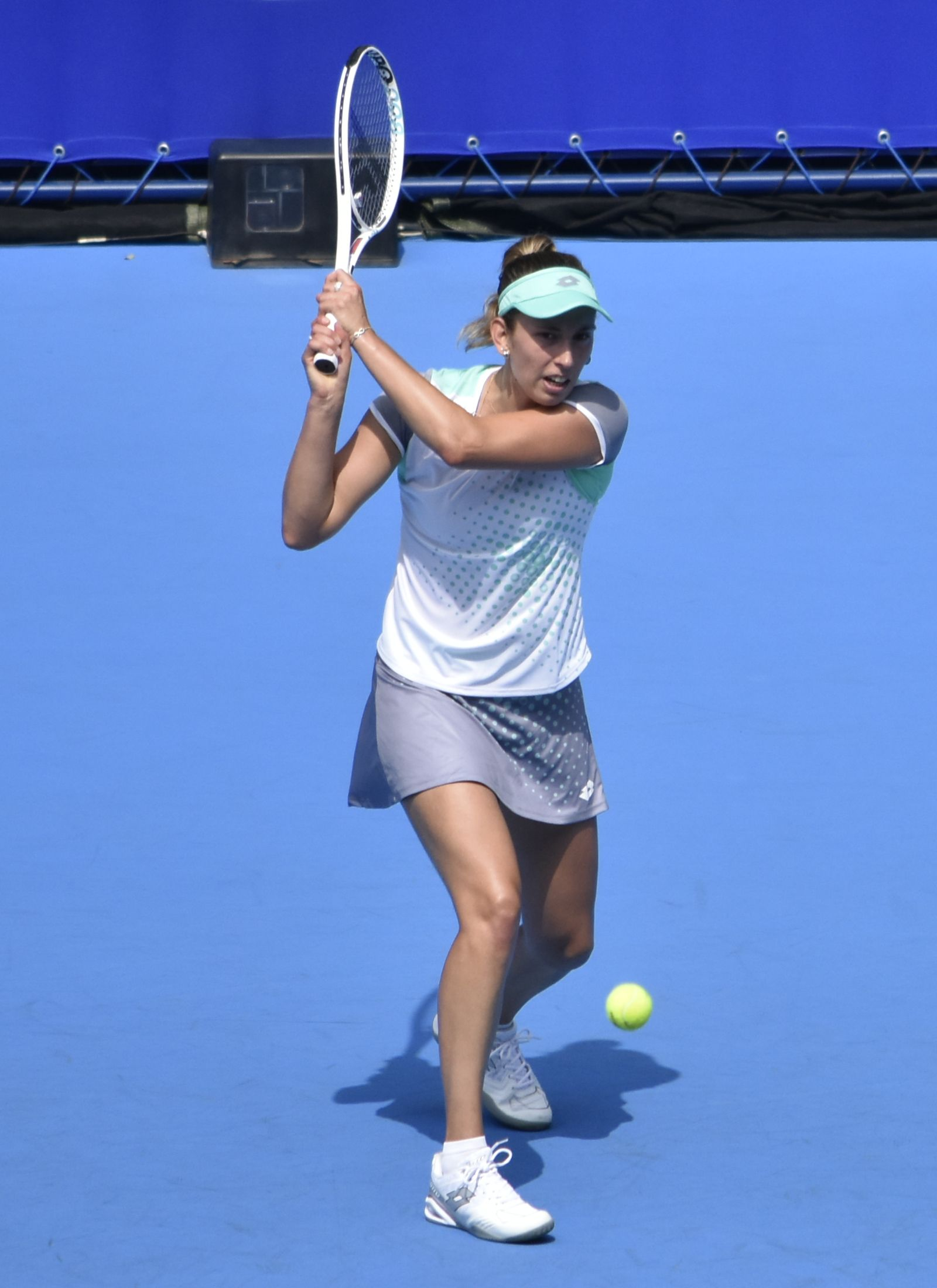
Elise Mertensová

Následující pár obdržel do čtyřhry divokou kartu:
- Misaki Doiová /  Kurumi Naraová

Následující pár nastoupil z pozice náhradníka:
- Mai Hontamová /  Juki Naitóová

### Odhlášení
Před zahájením turnaje
- Beatriz Haddad Maiová /  Čang Šuaj → nahradily je  Mai Hontamová /  Juki Naitóová
- Sü I-fan /  Jang Čao-süan → nahradily je  Miju Katová /  Wang Sin-jü

## Přehled finále

### Ženská dvouhra
- Ljudmila Samsonovová vs.  Čeng Čchin-wen, 7–5, 7–5

### Ženská čtyřhra
- Gabriela Dabrowská /  Giuliana Olmosová vs.  Nicole Melicharová-Martinezová /  Ellen Perezová, 6–4, 6–4